# Hengstbaechel
Der Hengstbaechel ist ein knapp drei Kilometer langer rechter Zufluss der Moder im Département Bas-Rhin in der Region Grand Est.

## Verlauf
Der Hengstbaechel entspringt in den Nordvogesen auf einer Höhe von etwa 235 m auf einer kleinen Wiese westlich von Dauendorf. Er fließt zunächst in westlicher Richtung durch Ackerland, läuft danach am Nordrand des Bois de Rigeldorf entlang und unterquert dann die D 419. Dort speist ihn von seiner linken Seite ein kleiner Feldgraben. Begleitet von der D 110, schlägt er einen Bogen nach Norden und erreicht nun den Ortsrand von Pfaffenhoffen, das er teilweise verdolt durchquert. Er mündet schließlich auf einer Höhe von etwa 169 m in der Nähe der Neumuehle in die Moder.